# Punjab National Bank
Punjab National Bank (PNB, hindi: पंजाब नॅशनल बॅंक), es el tercer mayor banco de la India. Fue registrado el 19 de mayo de 1894 bajo las Actas de las Compañías Indias con sus oficinas en el Anarkali Bazaar Lahore. Hoy en día, el banco es el segundo banco comercial estatal en India con más de 5.000 oficinas en 764 ciudades. Da servicio a más de 37 millones de clientes. El banco ha sido clasificado como el 248º mayor del mundo por el Bankers Almanac, Londres. Los activos totales del banco para el año financiero de 2007 eran de cerca de US$60.000 millones. PNB tiene una filial bancaria subsidiaria en el Reino Unido, así como también sucursales en Hong Kong, Dubái y Kabul, y oficinas representativas en Almaty, Dubái, Oslo, y Shanghái.
Punjab National Bank es uno de los Cuatro Grandes Bancos de la India, junto con el ICICI Bank, el State Bank of India y el Canara Bank.

## Historia
- 1895: PNB comienza sus operaciones en Lahore. PNB tiene la distinción

de ser el primer banco de la India de haber empezado solo con capital indio y haber sobrevidio hasta nuestros días. El primer banco enteramente indio fue el Oudh Commercial Bank, establecido en 1881 en Faizabad, pero cerró sus actividades en 1958. Algunos de los fundadores del PNB incluyen algunos líderes del movimiento Swadeshi como Dyal Singh Majithia y Lala HarKishen Lal, Lala Lalchand, Shri Kali Prosanna Roy, Shri E.C. Jessawala, Shri Prabhu Dayal, Bakshi Jaishi Ram, y Lala Dholan Dass. Lala Lajpat Rai estuvo activamente asociado con la gestión del banco en sus primeros años.
- 1904: PNB establece sucursales en Karachi y Peshawar.
- 1940: PNB absorbe el Bhagwan Dass Bank, un banco del Círculo de Delhi.
- 1947: Partición de India y Pakistán en su independencia. PNB pierde sus locales en Lahore, pero continúa operando en Pakistán. PNB había cambiado su oficina de registro de Lahore a Delhi en junio de 1947 —antes del anuncio de Partición.
- 1951: PNB adquiere 39 sucursales del Bharat Bank (establecido en 1942); Bharat Bank se convierte en Bharat Nidhi Ltd.
- 1961: PNB adquiere el Universal Bank of India.
- 1963: El gobierno de Birmania nacionaliza la sucursal del PNB en Rangún.
- Septiembre de 1965: Después de la guerra indo-paquistní el gobierno de Pakistán tomó el control de todas las oficinas en Pakistán de bancos indios, incluida la sede del PNB, que pudo trasladarse a Karachi. PNB también tenía una o más sucursales en el Pakistán Oriental (Bangladés).
- 1960s: PNB absorbe el Indo Commercial Bank (establecido en 1933) en un rescate.
- 1969: El Gobierno Indio nacionaliza el PNB y 13 otros grandes bancos comerciales, el 19 de julio de 1969.
- 1976 o 1978: PNB abre una sucursal en Londres.
- 1986 El Banco Central de la India requiere que la sucursal en Londres del PNB sea transferida al State Bank of India después de que esta sucursal se viera envuelta en un escándalo.
- 1986: PNB adquiere el Hindustan Commercial Bank (est. 1943) en un rescate. La adquisición añade 142 sucursales del Hindustan a la red del PNB.
- 1993: PNB adquiere el New Bank of India, que el gobierno de India había nacionalizado en 1980.
- 1998: PNB establece una oficina de representación en Almaty, Kazajistán.
- 2003: PNB se hace cargo del Nedungadi Bank, el banco privado más antiguo de Kerala. Al tiempo de la fusión con el PNB, las acciones del Nedungadi Bank tenían valor cero, con lo que los accionistas no reciben ningún pago por sus acciones.

PNB abre una oficina de representación en Londres.
- 2004: PNB establece una sucursal en Kabul, Afganistán.

PNB también abre una oficina de representación en Shanghái.
PNB establece una alianza con el Everest Bank de Nepal que permite a los inmigrantes transferir fondos fácilmente de India a las 12 sucursales del Everest Bank en Nepal.
- 2005: PNB abre una oficina de representación en Dubái.
- 2007: PNB establece el PNBIL - Punjab National Bank (International) - en el Reino Unido, con dos oficinas, una en Londres, y una en South Hall. Desde entonces ha abierto una tercera sucursal en Leicester, y planea una cuarta en Birmingham.
- 2008: PNB abre una sucursal en Hong Kong.
- 2009: PNB abre una oficina representativa en Oslo, Noruega, y una segunda sucursal en Hong Kong, ésta en Kowloon.
- 2010: PNB recibe permiso para renovar su oficina representativa en el Centro Financiero Internacional de Dubái en una sucursal.

PNB ha tenido el privilegio de mantener la cuenta financiera de varios líderes nacionales como Mahatma Gandhi, Shri Jawahar Lal Nehru, Shri Lal Bahadur Shastri, Shrimati Indira Gandhi, y la cuenta financiera del famoso Comité Jalianwala Bagh.

## Ranking Forbes Global 2000
Punjab National Bank ha sido clasificada en la posición 1243 en el Forbes Global 2000.